# Alastos
Alastos är ett släkte av skalbaggar. Alastos ingår i familjen långhorningar.
Kladogram enligt Catalogue of Life:
| Alastos | \| \| Alastos batesii \| \| \| \| \| \| Alastos pascoei \| \| \| \| |
|         | \| \| Alastos batesii \| \| \| \| \| \| Alastos pascoei \| \| \| \| |
|         | Alastos batesii                                                     |
|         |                                                                     |
|         | Alastos pascoei                                                     |
|         |                                                                     |